# Рейка Вівера

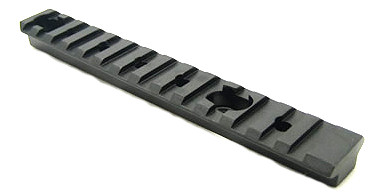
Фотографія рейки Вівера

Рейка Ві́вера (планка Вівера, англ. Weaver rail) — кронштейн для кріплення додаткових аксесуарів і допоміжного приладдя до ручної стрілецької зброї. Завдяки рейці Вівера до зброї можна прикріпити різноманітні види оптичних або коліматорних прицілів, тактичних ліхтарів, лазерних цілевказівників, тощо. Також рейку Вівера встановлюють і на самі приціли, що дозволяє прикріпляти до них інфрачервоні ліхтарі, далекоміри, лазерні цілєвказівники. Рейка Вівера може бути встановлена на пістолети, гвинтівки, рушниці й навіть на спортивні арбалети.

## Опис
Єдина суттєва відмінність між Планка аксесуарів НАТО (або її попередником із більшими допусками рейкою Пікатіні) і рейкою Вівера — розміри прорізів, хоча розроблене для рейки Вівера обладнання може бути встановлено на рейку Пікатіні та планку аксесуарів НАТО, але не навпаки. Ширина прорізів у рейки Вівера становить 0,180 дюймів (4,572 міліметрів), але вони не завжди розташовані на рівній відстані один від одного. Ширина прорізів у рейки Пікатіні дорівнює 0,206 дюйма (5,2324 мм) і відстань між ними 0,394 дюйма (10,0076 мм). Через це пристрої, що встановлюються на рейку Вівера, можливо встановити на рейку Пікатіні, але пристрої, призначені для кріплення на рейку Пікатіні, не завжди можна змонтувати на рейку Вівера.
Рейка Вівера була розроблена Вільямом Ральфом Вівером (англ. William Ralph Weaver) (1905 — 8 листопада 1975) і його компанією WR Weaver Co., яку він заснував в 1930 році. Зараз відома як Weaver Optics, з 2002 року вона стала філією англ. Meade Instruments Corporation.